# Wadi al-Ma
Wadi al-Ma (ar. وادي الماء, fr. Oued El Ma) – miasto w północnej Algierii, w prowincji Batina.